# اکوالاگنا
اکوالاگنا (به ایتالیایی: Acqualagna) یک سکونتگاه مسکونی در ایتالیا است که در استان پزارو و اوربینو واقع شده‌است.

## خصوصیات
اکوالاگنا ۵۰٫۸ کیلومترمربع مساحت و ۴٬۳۰۴ نفر جمعیت دارد و ۲۰۴ متر بالاتر از سطح دریا واقع شده‌است.